# 기시감
기시감(旣視感, 프랑스어: Déjà Vu 데자뷔[*])은 처음 보는 대상이나, 처음 겪는 일을 마치 이전에 보았다는 느낌을 받는 이상한 느낌이나 환상을 말한다.
데자뷔는 프랑스어로 "이미 본” 이란 뜻으로 최초의 경험인데도 불구하고, 과거에 이와 같은 경험을 경험한 것 같은 착각을 일컫는 말이다. 인간의 뇌는 일상생활에서 엄청난 양의 기억을 저장하는데, 이 엄청난 양의 기억을 저장하는 데는 한계가 있다. 그래서 인간의 뇌는 일상생활에서의 기억을 간략하게 저장하는데, 간략하게 저장된 엄청난 양의 정보는 비슷한 기억이더라도 인간의 뇌는 같은 기억으로 판단하기 때문에 생긴다는 견해가 있다. 보통 데자뷔 현상을 겪은 사람들은 대부분 꿈속에서 본 적이 있는 것 같다고 말하는데 이것을 데자뷔 현상이라고 한다. 
20세기 초 프랑스의 심리학자인 플로랑스 아르노(Florance Arnaud)가 최초로 이러한 현상을 규정하고, 이후 에밀 부아라크(Emile Boirac, 1851∼1917)이 데자뷰란 단어를 처음 사용하였다. 또한 그는, 데자뷔 현상은 과거의 망각한 경험이나 무의식에서 비롯한 기억의 재현이 아닌, 그 자체로서 이상하다고 느끼는 뇌의 신경화학적 요인에 의한 것이라고 규정하였다.
또 다른 학설은 무의식에 의한 행동이나 망각된 기억이 뇌에 저장되어 있다가 그것이 유사한 경험을 만났을 때, 되살아나는 것으로 보는 것이다. 사람의 뇌는 엄청난 기억력을 가지고 있어서 스치듯이 한번 본 것도 잊어버리지 않고 차곡차곡 뇌세포 속에 저장하는데, 이런 세포 속의 정보들을 모두 꺼내는 것은 아니고 자주 보고 접하는 것들만 꺼내보지만, 뇌는 훨씬 많은 것을 기억하고 있기 때문에 우리가 무의식중에 했던 일을 다시 하거나 방문했던 곳에 갔을 때, 처음 하는 일 같은데 아련히 똑같은 일을 한 것처럼 느끼는 것이다.
일부 사람들은 이를 초자연적인 현상으로서 해석하기도 한다.

## 같이 보기
- 과학적 회의주의